# Jagdpanzer IV
De Jagdpanzer IV (Sd.Kfz. 162) is een Duitse tankjager uit de Tweede Wereldoorlog, bewapend met een krachtig 7,5 cm PaK antitankkanon. Hij werd geproduceerd tussen januari 1944 en maart 1945 en het totale aantal bedroeg ongeveer 1977 stuks.

## Ontwikkelingsgeschiedenis
Duitsland stond in de U.S.S.R. tegenover een massale tankmacht die tegen 1944 alleen maar groter en groter werd. Het Duitse leger werd op alle fronten teruggedrongen. Duitse tanks voldeden in 1943 in principe prima en waren in veel opzichten gelijk of beter dan hun Sovjet tegenhangers. Zo was er de PzKpfw IV Ausf. G, een tank die de ruggengraat van de Duitse Panzerwaffe vormde en in de meeste opzichten de gelijke was van de T-34/76 en T-34/85. De tweede belangrijkste tank was de Panther die in veel opzichten veruit superieur was aan alle Sovjettanks. Dan was er nog de PzKpfw VI 'Tiger', een zware en krachtige tank die in kleine aantallen beschikbaar was. Panzer- en infanteriedivisies werden verder aangevuld met onder andere het Sturmgeschütz III en Sturmgeschütz IV en een aantal lichte tanks en geïmproviseerde voertuigen zoals de Marder serie.
Duitsland stond echter voor een groot dilemma. Door strategische blunders op industrieel gebied, het falen van de Blitzkrieg aan het oostfront en de constante bombardementen op de Duitse industrie, bestond er een groot tekort aan tanks en antitankvoertuigen. Het relatief goedkoop en snel te produceren Sturmgeschütz bood enig soelaas. Het grote probleem was echter de indeling en rol van de verschillende voertuigen. Tanks vervulden een dubbelrol; ze moesten zowel de infanterie ondersteunen als vijandelijke tanks uitschakelen. De Sturmgeschütze waren bedoeld als mobiele artillerie ter ondersteuning van de infanterie, maar werden vaak ook ingezet als vervangers voor tanks en tankjagers. De paar beschikbare tankjagers, zoals de Marder, waren lang niet voldoende en verre van ideaal (zwakke bepantsering, open compartiment). Het Duitse leger had dringend een nieuw voertuig nodig dat de rol van tankjager over kon nemen van het Sturmgeschütz en de andere tanks kon bijstaan.
Om de kosten te drukken en voortbouwend op de opgedane ervaring met de Sturmgeschütze, die effectieve tankjagers bleken te zijn, ontwikkelde men een tankjager op basis van de PzKpfw IV. Dit resulteerde in eerste instantie in een voertuig met het 7,5 cm PaK 42 L/70-kanon dat ook gebruikt werd in de Panther. Omdat dit kanon nog onvoldoende beschikbaar was, stapte Vomag over op de kortere L/48 versie. Na het prototype aan Hitler te hebben laten zien, startte de productie in januari 1944. Tot november dat jaar werden er zo'n 769 van geproduceerd.
In augustus van datzelfde jaar waren de problemen met de 7,5 cm PaK 42 L/70 grotendeels opgelost en begon men met de productie van de tweede generatie Jagdpanzer IV: de Jagdpanzer IV/70(V), waar (V) staat voor Vomag. Met een aantal kleine wijzigingen ten opzichte van de vorige generatie bleef deze in productie tot maart 1945 en er werden in totaal zo'n 930 van geproduceerd.
Een derde versie werd ook nog geproduceerd, ditmaal een ombouw van reeds geproduceerde PzKpfw IV Ausf. H/J chassis en rompen. Hiervan werden er tussen augustus 1944 en maart 1945 zo'n 278 gebouwd. Ze kregen de naam Jagdpanzer IV/70(A) mee. A staat voor Alkett, dat StuG III's bouwde.

## Operationele geschiedenis
De Jagdpanzer IV bleek een uitermate effectieve tankjager te zijn en is volgens kenners de beste tankjager van de gehele Tweede Wereldoorlog van alle betrokken landen. Anderen geven de Jagdpanther deze titel.
De eerste generatie was een goed en effectief wapen dat opgewassen was tegen iedere Sovjet en geallieerde tank, met uitzondering van de IS-2. Het kanon had zich al bewezen in de PzKpfw IV en het lage silhouet van de tankjager maakte het een moeilijk te raken tegenstander. De schuin aflopende bepantsering was, evenals bij de Panther, ruimschoots voldoende om 75mm-, 76,2mm- en 85mm-granaten te weerstaan op middelgrote tot grote afstand en vaak zelfs op korte afstand en het voertuig was snel en wendbaar. Ook technisch gezien was het betrouwbaar, met name omdat het onderstel al jaren meeging en was verbeterd.
De tweede generatie was een ware nachtmerrie voor iedere Sovjet of geallieerde tankcommandant. Het kanon was in staat ieder pantser op bijna alle afstanden te doorboren, een voordeel dat zich perfect liet combineren met eerder genoemde voordelen van het ontwerp. Duitse troepen wisten dit maar al te goed en het voertuig bleek vaak, net als eerder bij de Sturmgeschütze, een uitzonderlijke stimulans voor het moreel te zijn. Het aantal slachtoffers van de Jagdpanzer IV laat ook duidelijk zien hoe effectief het voertuig was. Een goed voorbeeld hiervan is SS-Oberscharführer Roy (12. SS Panzerjäger Abteilung, 12. SS-Panzer-Division Hitlerjugend). Hij vernietigde zeker 36 vijandelijke tanks aan het westfront (Normandië, Ardennenoffensief) voor hij slachtoffer werd van een Amerikaanse sluipschutter.
De Jagdpanzer IV werd nog in 1948 ingezet door de Syrische strijdkrachten, die zes tweedehands exemplaren hadden aangekocht, waarschijnlijk in Frankrijk of Tsjechoslowakije.